# Liste der Kulturdenkmäler in Appenheim
In der Liste der Kulturdenkmäler in Appenheim sind alle Kulturdenkmäler der rheinland-pfälzischen Ortsgemeinde Appenheim aufgeführt. Grundlage ist die Denkmalliste des Landes Rheinland-Pfalz (Stand: 3. April 2024).

## Denkmalzonen
| Bezeichnung                    | Lage                                       | Baujahr   | Beschreibung | Bild                           |
| ------------------------------ | ------------------------------------------ | --------- | --- | ------------------------------ |
| Denkmalzone Jüdischer Friedhof | nördlich des Ortes; Flur Im Geschwenn Lage | nach 1840 | wohl nach 1840 eröffnet, bis 1940 belegt; 22 Grabmäler von 1847 bis 1933; besonders „Abraham von Appenheim“ (gestorben 1877): Sandsteinstele mit reliefierten Levitenhänden | weitere Bilder Fotos hochladen |

## Einzeldenkmäler
| Bezeichnung                    | Lage                                      | Baujahr                                          | Beschreibung | Bild                           |
| ------------------------------ | ----------------------------------------- | ------------------------------------------------ | --- | ------------------------------ |
| Katholische Kirche St. Michael | Hauptstraße 25 Lage                       | 1773/74                                          | spätbarocker Saalbau, 1773/74 | Fotos hochladen                |
| Rathaus                        | Hauptstraße 28 Lage                       | zweite Hälfte des 16. und frühes 17. Jahrhundert | Krüppelwalmdachbau, teilweise Fachwerk, im Kern aus der zweiten Hälfte des 16. und dem frühen 17. Jahrhundert, im 18. Jahrhundert barock überformt | weitere Bilder Fotos hochladen |
| Schulhaus                      | Hauptstraße 39 Lage                       | 1880/81                                          | ehemaliges Schulhaus; spätklassizistischer Bruchsteinbau, 1880/81, Architekt Anton Louis, Bingen | Fotos hochladen                |
| Hofanlage                      | Hauptstraße 44 Lage                       | Ende des 18. Jahrhunderts                        | spätbarocke Hofanlage, Ende des 18. Jahrhunderts; Mansardwalmdachbau, teilweise Fachwerk, bezeichnet 1790 | Fotos hochladen                |
| Alter Posthof                  | Hintergasse 9 Lage                        | 18. und 19. Jahrhundert                          | Einfirstanlage, teilweise Fachwerk, 18. und 19. Jahrhundert; barocker Wohnteil im Kern eventuell älter, Ökonomietrakt bezeichnet 1810 | Fotos hochladen                |
| Evangelische Pfarrkirche       | Niedergasse 8 Lage                        | 1761–65/70                                       | spätbarocker Saalbau, 1761–65/70, ältere Fundamente und gotische Substanz (?); neubarocker Westturm und Vorhalle, bezeichnet 1907, Architekt Ludwig Hofmann, Herborn | Fotos hochladen                |
| Kriegerdenkmal                 | Niedergasse, bei Nr. 8 Lage               | 1874                                             | Kriegerdenkmal 1870/71, Germania, Sandstein, 1874 | Fotos hochladen                |
| Evangelisches Pfarrhaus        | Niedergasse 13 Lage                       | um 1768                                          | barocker Krüppelwalmdachbau, im Kern eventuell mittelalterlich, wohl um 1768 erneuert, Umbau um 1900 | Fotos hochladen                |
| Hofanlage                      | Niedergasse 20 Lage                       | 18. und 19. Jahrhundert                          | Hofanlage, 18. und 19. Jahrhundert; Wohnhaus, teilweise Fachwerk, bezeichnet 1798, im Kern wohl älter, Erweiterung um 1900, Stall bezeichnet 1902 | Fotos hochladen                |
| Hofanlage                      | Obergasse 9 Lage                          | 18. und 19. Jahrhundert                          | Hofanlage, 18. und 19. Jahrhundert; barockes Fachwerkhaus, teilweise massiv, bezeichnet 1754, im Kern wohl aus dem 17. Jahrhundert, Kelterhaus bezeichnet 1817, Stall bezeichnet 1841                                                                                   | Fotos hochladen                |
| Wohnhaus                       | Obergasse 14 Lage                         | frühes 18. Jahrhundert                           | barockes Fachwerkhaus, teilweise massiv, frühes 18. Jahrhundert | Fotos hochladen                |
| Hofanlage                      | Obergasse 30 Lage                         | frühes 18. Jahrhundert                           | Hofanlage; barockes Fachwerkhaus, teilweise massiv, wohl aus dem frühen 18. Jahrhundert | Fotos hochladen                |
| Hofanlage                      | Obergasse 34 Lage                         | 19. Jahrhundert                                  | Hofanlage, 19. Jahrhundert; nachbarockes Fachwerkhaus, teilweise massiv, verputzt, bezeichnet 1811 | Fotos hochladen                |
| Hattemermühle                  | nordwestlich des Ortes (Außerhalb 2) Lage | 17. bis 20. Jahrhundert                          | auch Hassemermühle oder Bockiusmühle; Vierseithof, 17. bis 20. Jahrhundert; breitgelagertes Wohnhaus von 1808, im Kern wohl älter, Mühle im Kern aus dem 18. Jahrhundert, Mühlentechnik um 1900 großteils erhalten ebenso wie Mühlgraben im Wehr, Hausgarten, Mühlwiese | Fotos hochladen                |
| Eppardsmühle                   | nordwestlich des Ortes (Außerhalb 3) Lage | 17. bis 19. Jahrhundert                          | streckhofartige gestaffelte Anlage, 17. bis 19. Jahrhundert; Mühlengebäude mit Dachstuhl des 17. Jahrhunderts, spätklassizistisches Wohnhaus um 1870/80 | Fotos hochladen                |